# Madison County (Severní Karolína)
Madison County je okres amerického státu Severní Karolína založený v roce 1851. Hlavním městem je Marshall. Leží v západní části Severní Karolíny u hranice ze státem Tennessee. Pojmenovaný je podle amerického politika a čtvrtého prezidenta Spojených států amerických Jamese Madisona.

## Sousední okresy
| Růžice kompasu | Cocke County, Tennessee           | Greene County, Tennessee | Unicoi County, Tennessee | Růžice kompasu |
| Růžice kompasu |                                   | Sever                    | Yancey County            | Růžice kompasu |
| Růžice kompasu | Madison County (Severní Karolína) |                          | Yancey County            | Růžice kompasu |
| Růžice kompasu | Jih                               |                          | Yancey County            | Růžice kompasu |
| Růžice kompasu | Haywood County                    | Buncombe County          |                          | Růžice kompasu |

## Vývoj počtu obyvatel
Počet obyvatel